# Ternopil
Ternopil (tiếng Ukraina: Тернопіль, chuyển tự Ternopil, tiếng Ba Lan: Tarnopol, tiếng Đức: Tarnopol tiếng Nga: Тернополь, chuyển tự Ternopol), là một thành phố nằm trong tỉnh Ternopil của Ukraina.  Thành phố Ternopil có diện tích km², dân số theo điều tra vào năm 2001 là 227.755 người. Đây là thành phố lớn thứ 29 tại Ukraina. Thành phố nằm hai bên bờ sông Seret, thành phố có sân bay Ternopil.

## Giáo dục
Các trường đại học:
- Đại học kinh tế quốc gia Ternopil
- Đại học Kỹ thuật quốc gia Ivan Pul'uj Ternopil
- Đại học sư phạm quốc gia Ternopil
- Đại học y khoa nhà nước Ternopil

## Cư dân nổi bật
| - Kazimierz Ajdukiewicz - Józef Arkusz - Hermann Balck - Eugeniusz Baziak - Yosef Babad - Aleksander Brückner - Lubomyr Husar - Tomasz Chołodecki - Alter Kacyzne | - Stanisław Koniecpolski - Nachman Krochmal - Władysław Langner - Mike Mazurki - Friedrich von Mellenthin - Kazimierz Michałowski - Soma Morgenstern - Józef Olszyna-Wilczyński - Kazimierz Orlik-Łukoski | - Rudolf Pöch - Ivan Pulyui - Samuel Judah Löb Rapoport - Fritz von Scholz - Rudi Stephan - Julian Stryjkowski - Jan Tarnowski - Casimir Zeglen |